# Caprimulgus indicus
Caprimulgus indicus е вид птица от семейство Caprimulgidae.

## Разпространение
Видът е разпространен в Бангладеш, Индия и Шри Ланка.